# Nephrotoma angusticrista
Nephrotoma angusticrista är en tvåvingeart som beskrevs av Alexander 1962. Nephrotoma angusticrista ingår i släktet Nephrotoma och familjen storharkrankar. Inga underarter finns listade i Catalogue of Life.